# Dolichupis
Dolichupis là một chi ốc biển cỡ nhỏ, là động vật thân mềm chân bụng sống ở biển thuộc họ Triviidae.

## Các loài
Các loài thuộc chi Dolichupis bao gồm:
- Dolichupis derkai Fehse & Grego, 2002[2]
- Dolichupis malvabasis Dolin, 2001[3]
- Dolichupis virgo Fehse & Grego, 2005[4]